# منتخب البحرين لكرة اليد الشاطئية
منتخب البحرين لكرة اليد الشاطئية هو الفريق الوطني لدولة البحرين لكرة اليد الشاطئية. يحكمه الاتحاد البحريني لكرة اليد ويشارك في مسابقات كرة اليد الشاطئية الدولية.

## نتائج بطولة العالم
| السنة   | الموقع        |          |
| ------- | ------------- | -------- |
| 2004    | المركز السابع |          |
| 2006    | المركز السادس |          |
| 2008    | غير مؤهل      | غير مؤهل |
| 2010    | غير مؤهل      | غير مؤهل |
| 2012    | المركز التاسع |          |
| 2014    | غير مؤهل      |          |
| 2016    | المركز التاسع |          |
| 2018    | غير مؤهل      | غير مؤهل |
| 2020    | غير مؤهل      | غير مؤهل |
| المجموع | 4/9           |          |

## روابط خارجية
- الملف الشخصي IHF